# Силин, Николай Николаевич
Николай Николаевич Силин (1922—1999) — подполковник Советской Армии, участник Великой Отечественной войны, Герой Советского Союза (1943).

## Биография
Николай Силин родился 10 декабря 1922 года в Семипалатинске. Окончил два курса Семипалатинского автодорожного техникума. В августе 1941 года Силин был призван на службу в Рабоче-крестьянскую Красную Армию. В 1942 году он окончил Алма-Атинское пулемётное училище. С апреля того же года — на фронтах Великой Отечественной войны.
К сентябрю 1943 года капитан Николай Силин командовал батальоном 151-го стрелкового полка 8-й стрелковой дивизии 13-й армии Центрального фронта. Отличился во время битвы за Днепр. В ночь с 23 на 24 сентября 1943 года батальон Силина переправился через Днепр в районе села Навозы (ныне — Днепровское Черниговского района Черниговской области Украины) и захватил плацдарм на его западном берегу, после чего удерживал его до переправы основных сил.
Указом Президиума Верховного Совета СССР от 16 октября 1943 года капитан Николай Силин был удостоен высокого звания Героя Советского Союза с вручением ордена Ленина и медали «Золотая Звезда».
В 1946 году в звании подполковника Силин был уволен в запас. Проживал и работал в Семипалатинске. Активно занимался общественной деятельностью. Умер в 1999 году.
Почётный гражданин Семипалатинска. Также награждён орденами Красного Знамени, Александра Невского, Отечественной войны 1-й степени и Красной Звезды, рядом медалей.